# Darko Žubrinić
Darko Žubrinić (Zagreb, 1956.) hrvatski je matematičar.

## Životopis
Darko Žubrinić je rođen u Zagrebu 1956. godine. Diplomirao je na Prirodoslovno-matematičkom fakultetu u Zagrebu 1978. godine, diplomskim radom "Pontryaginova teorija dualnosti za lokalno kompaktne Abelove grupe". Obranio je doktorat 1986. godine, tema doktorata bila je "Nerezonantne eliptične jednadžbe i njihova primjena na teoriju upravljanja." Radi na Fakultetu elektrotehnike i računarstva u Zagrebu, član je Hrvatskog matematičkog društva.
Napisao je knjige o linearnoj algebri, Vilimu Felleru, glagoljici i hrvatskoj ćirilici.

## Knjige
- Hrvatska glagoljica: biti pismen - biti svoj, Hrvatsko književno društvo sv. Jeronima (sv. Ćirila i Metoda), Zagreb, 1996., ISBN 953-6111-35-7
- Diskretna matematika, Element, Zagreb, 1997.
- Vilim Feller: istaknuti hrvatsko-američki matematičar, Graphis, Zagreb, 2010., ISBN 978-953-279-016-0
- Linearna algebra, (suautori Andrea Aglić Aljinović, Neven Elezović), Element, Zagreb, 2012.